# حسینیه کوچک لکنو

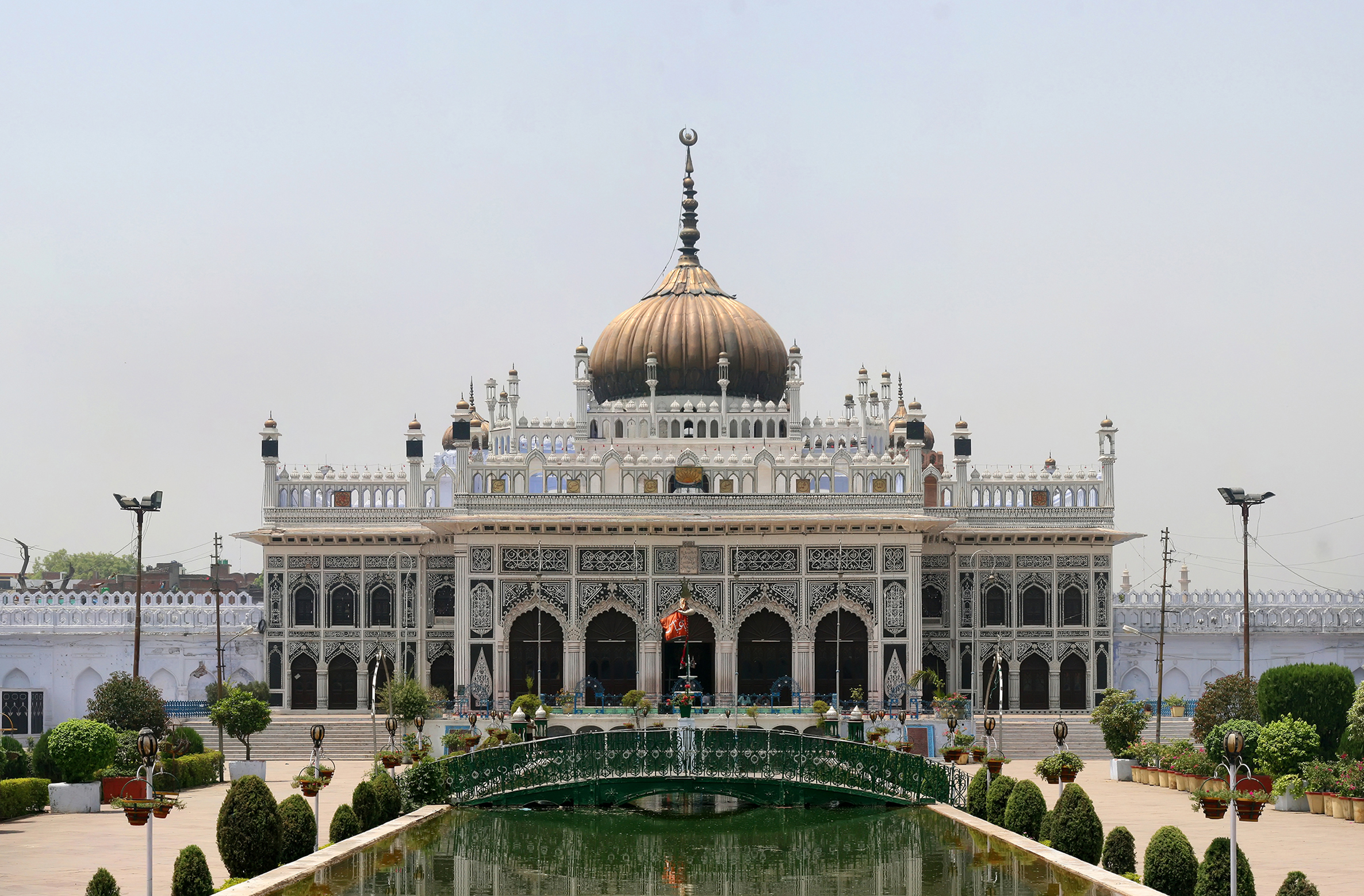
حسینیهٔ کوچک لکنو

حسینیهٔ کوچک (به اردو: چھوٹا امام باڑا) حسینیه ایست در شهر لکهنو که به دستور محمد علی شاه شاه اوده ساخته شد. سال تاسیس این حسینیه، ۱۸۳۸ میلادی بوده‌است. این محل، مجمعی برای مسلمانان شیعه محسوب می‌شود. به این ساختمان به جهت چراغانی مراسم محرم، به کاخ چراغ نیز شهره است. برای ساخت این مجموعه، مصالح و لوسترهای تزئینی از بلژیک وارد شده‌است و بنا دارای یک گنبد طلاکاری شده است. جسد محمد علی شاه نیز پس از مرگش، در این حسینیه دفن گردیده است.

## نگارخانه

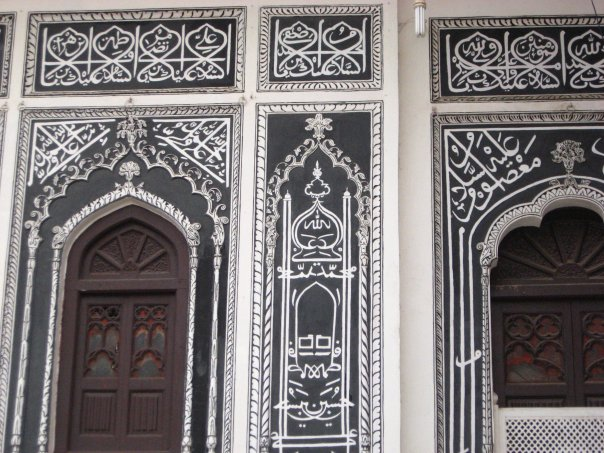
Details of the Arabic calligraphy
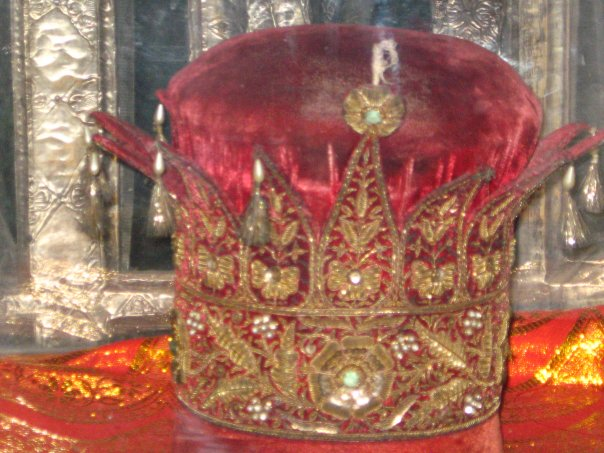
The crown of Muhammad Ali Shah, 3rd Nawab of Awadh, (1837-1843)
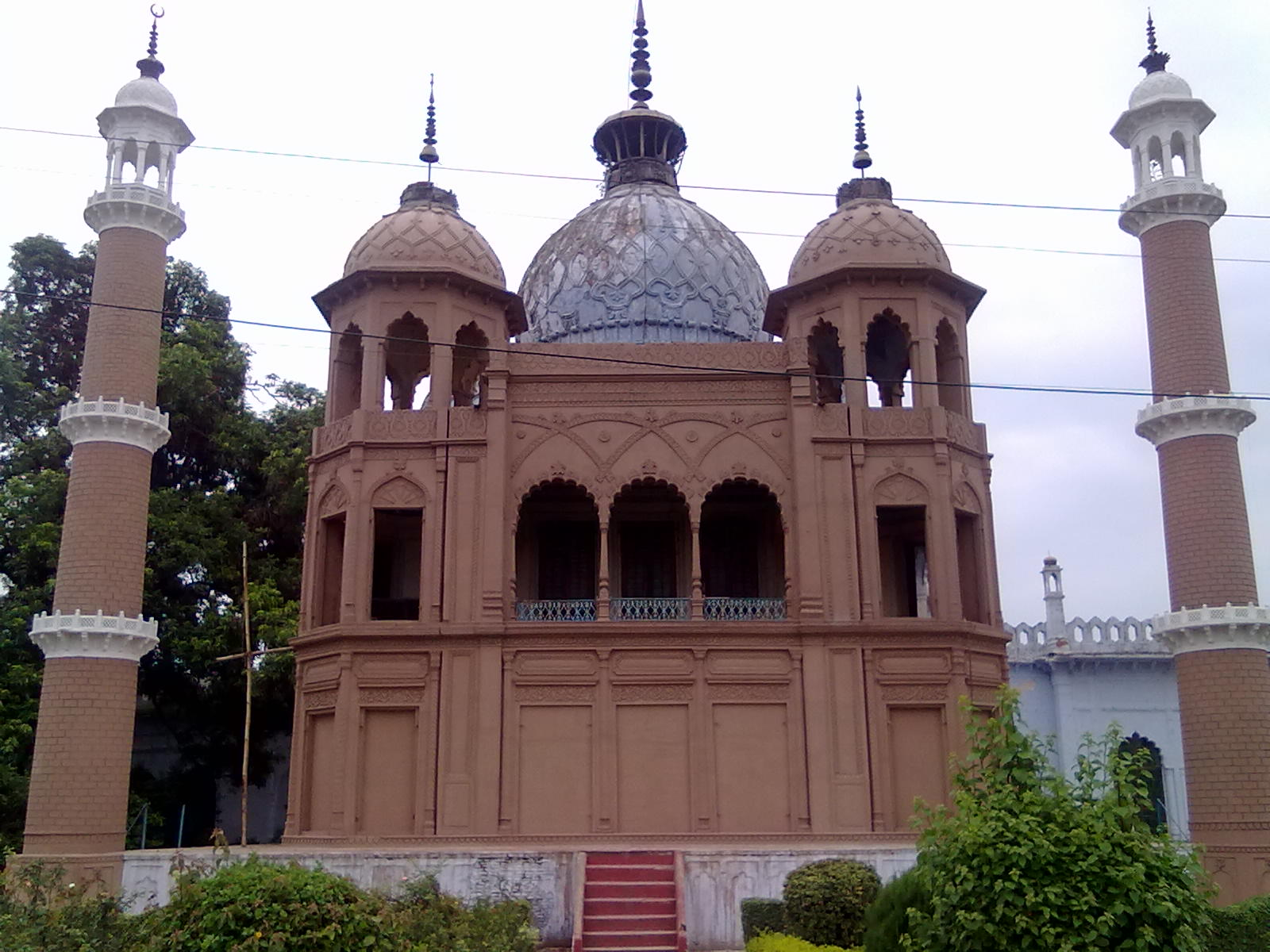
One of the twin toms within the complex
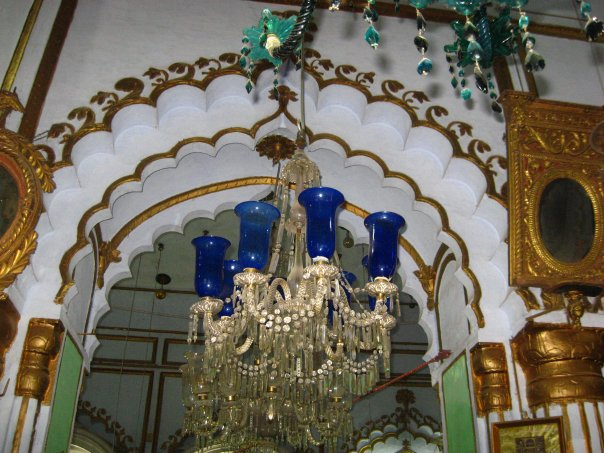
Chandeliers
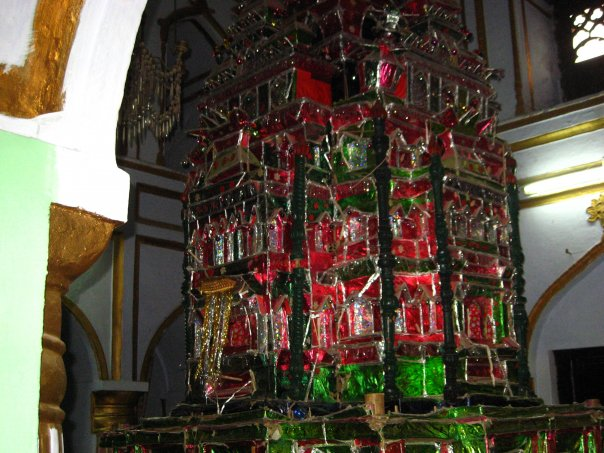
Tazia in the main hall
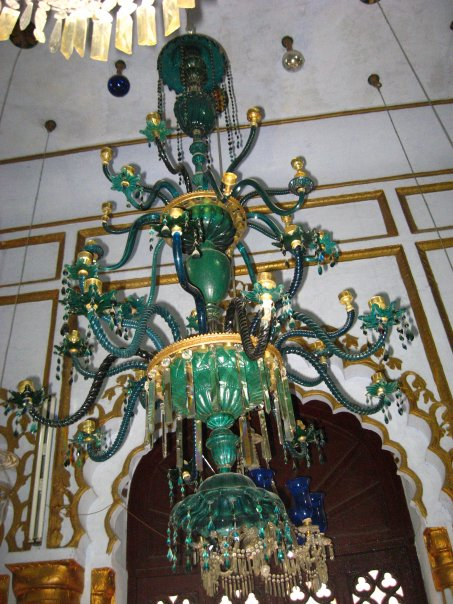
Chandeliers
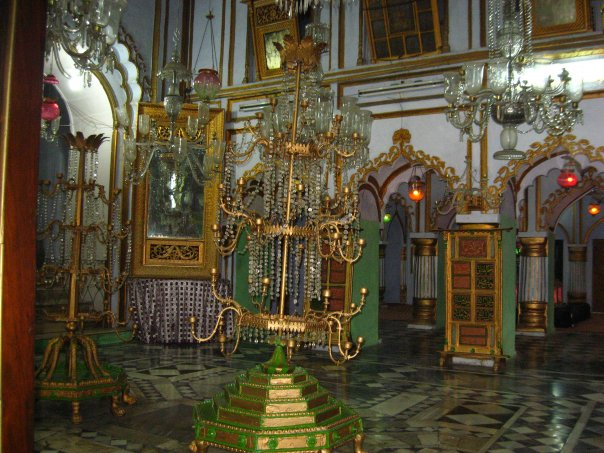
Floor chandeliers
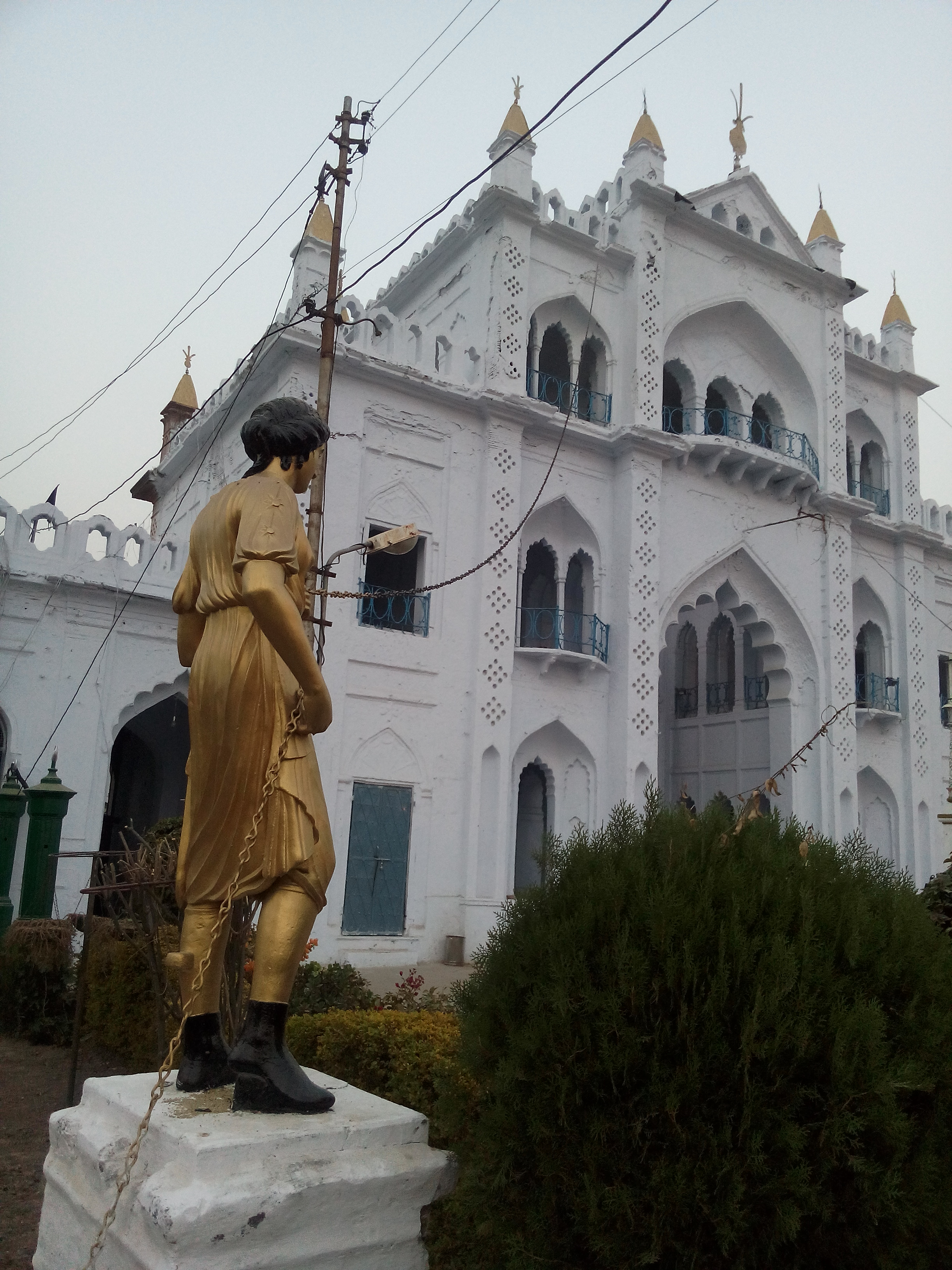
A statue holding chain for earthing purpose at main gate
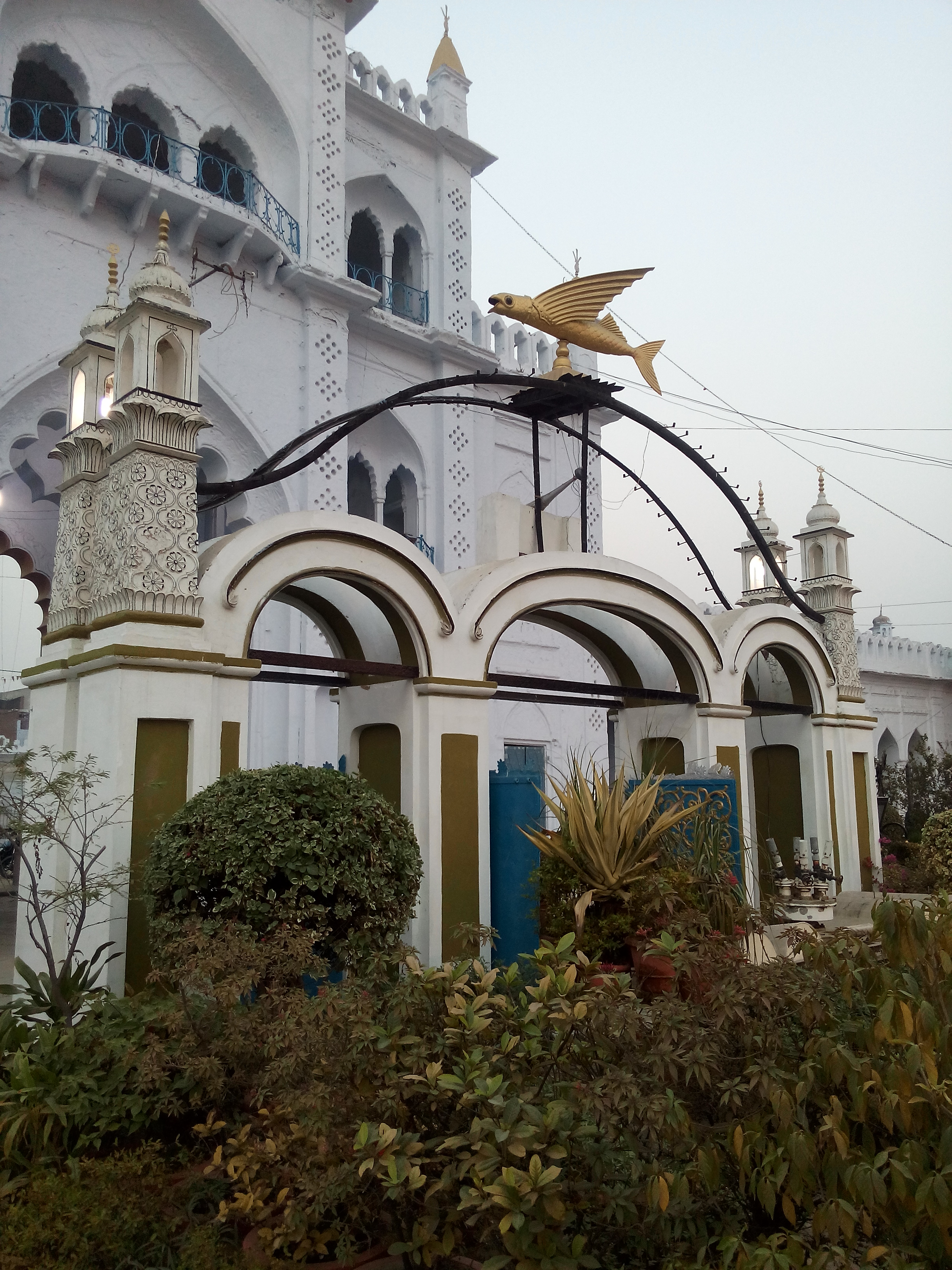
An anemometer in the form of fish at main gate
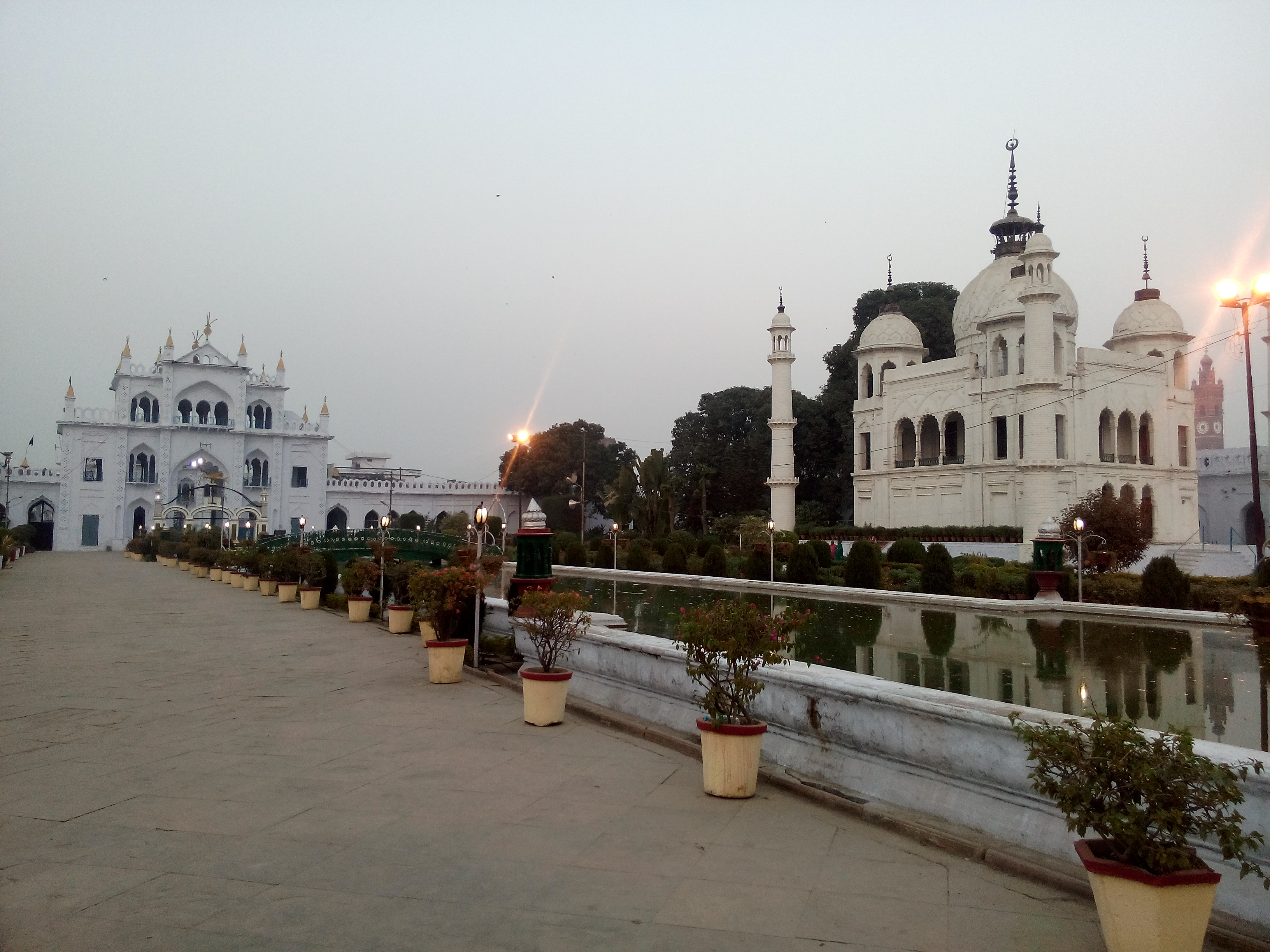
A pond in the courtyard
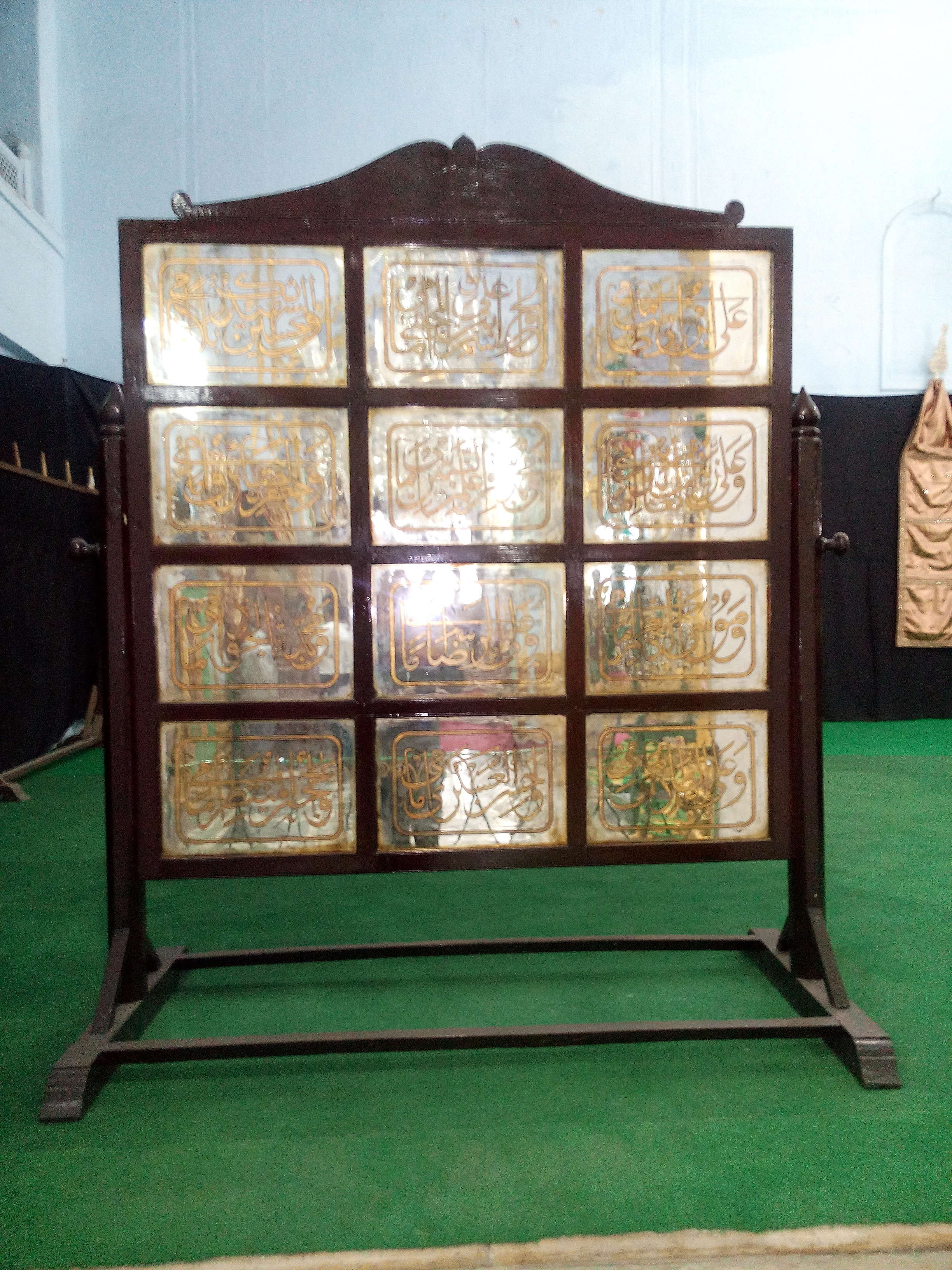
The name of The Twelve Imams in Arabic language
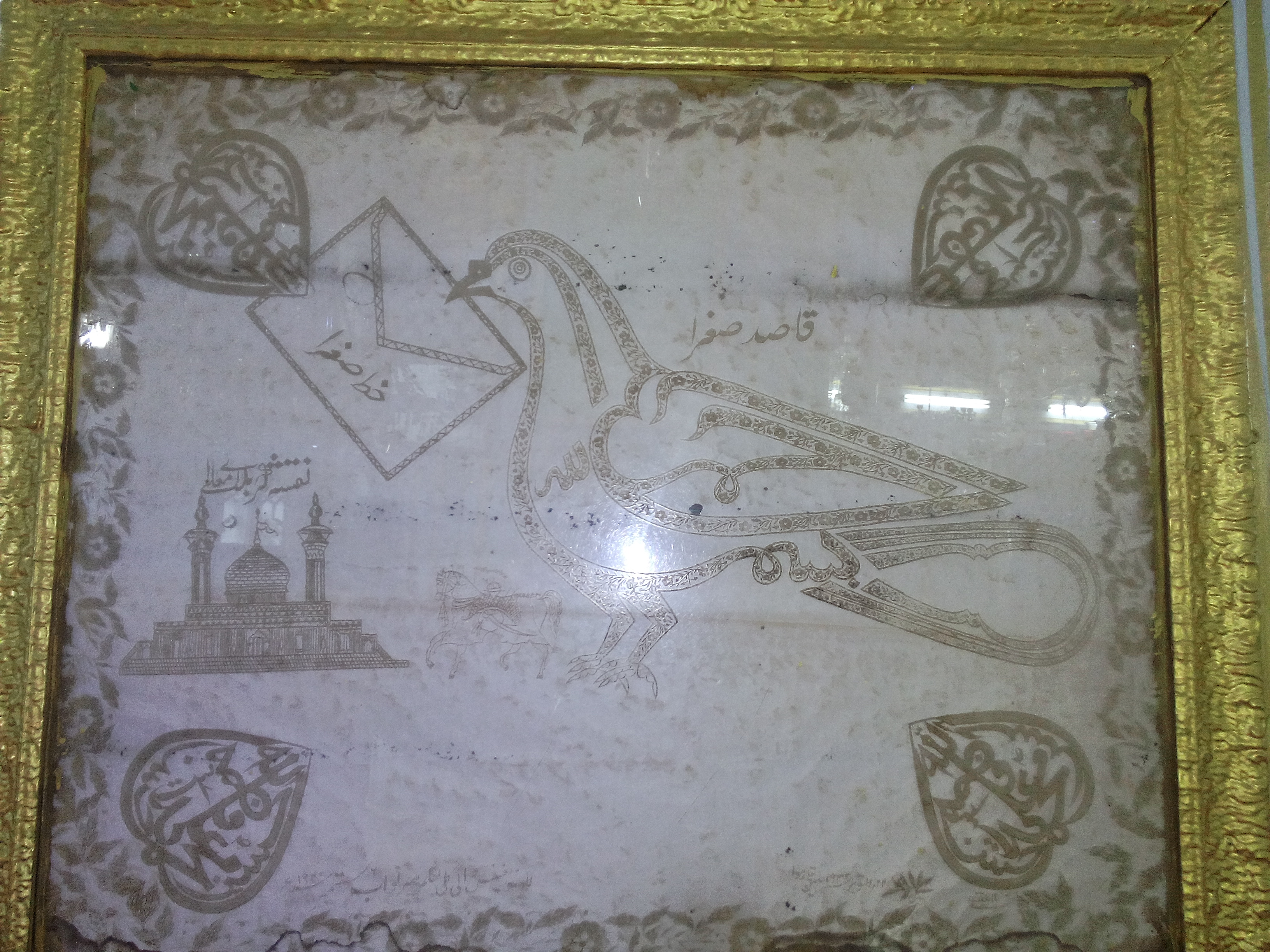
The phrase "In the name of Allah, the mercigiving the merciful" written in the form of Pigeon, an example of Islamic calligraphy
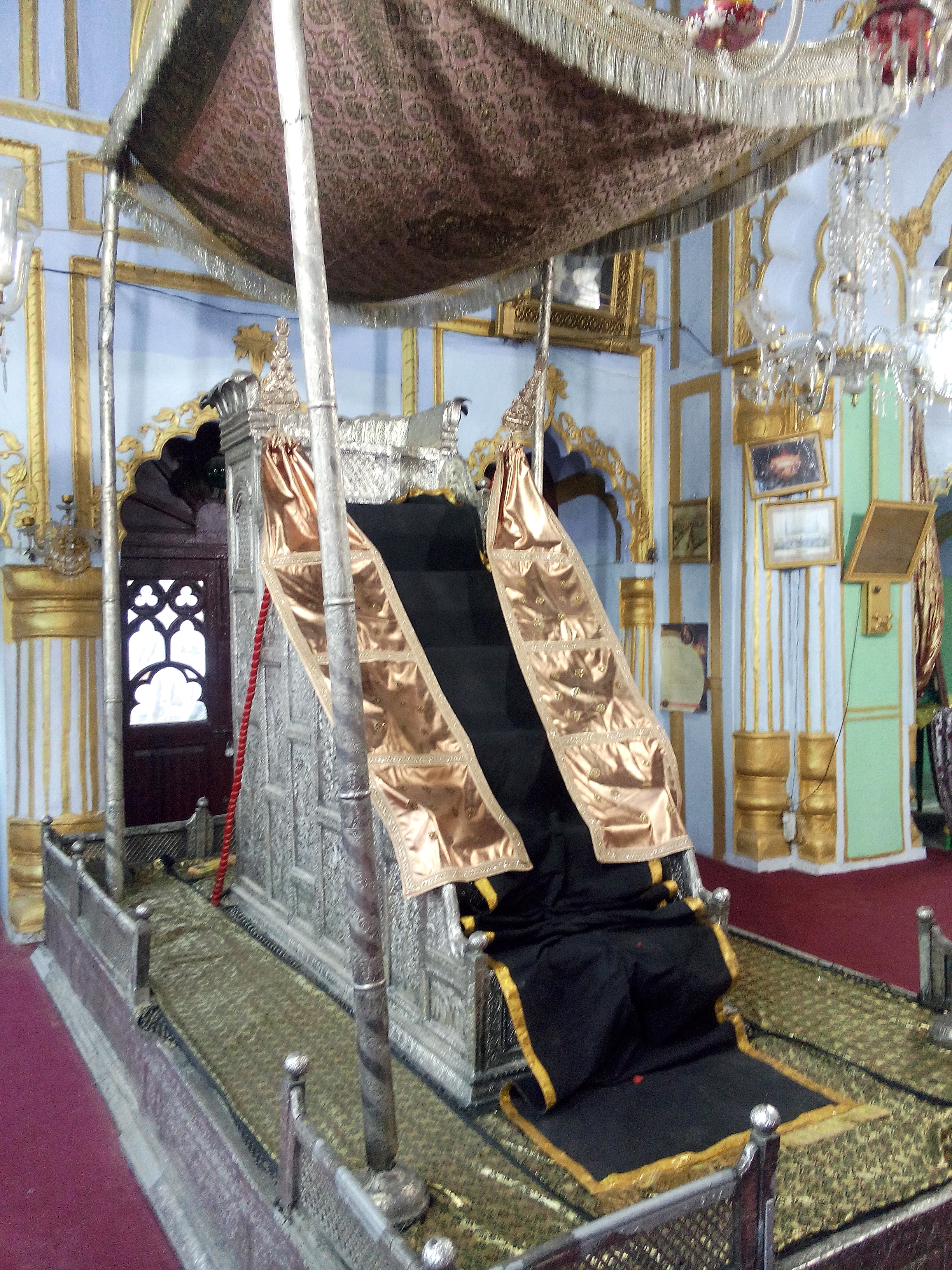
The throne of Muhammad Ali Shah
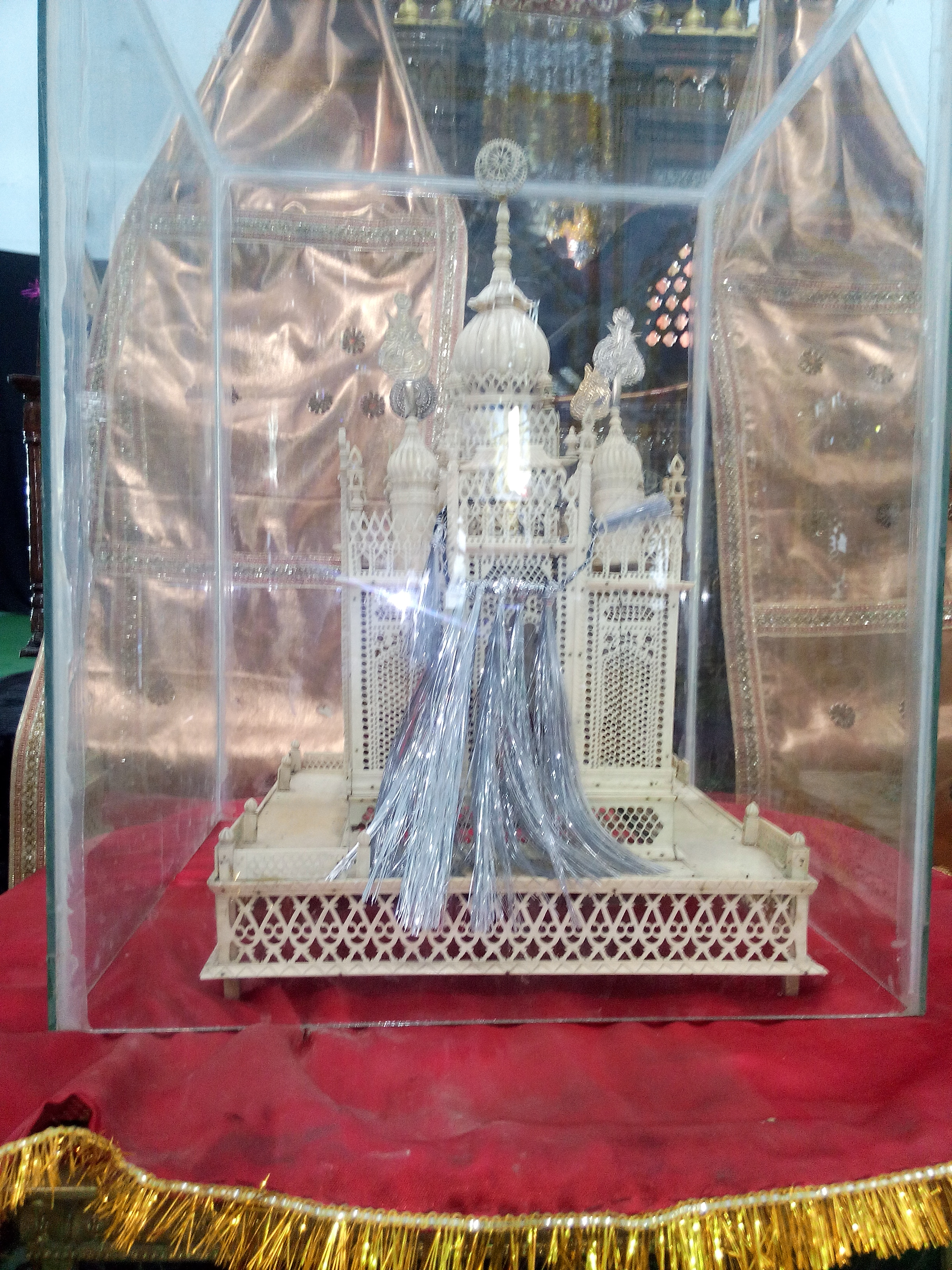
A model of Chota Imambara made with Elephant ivory
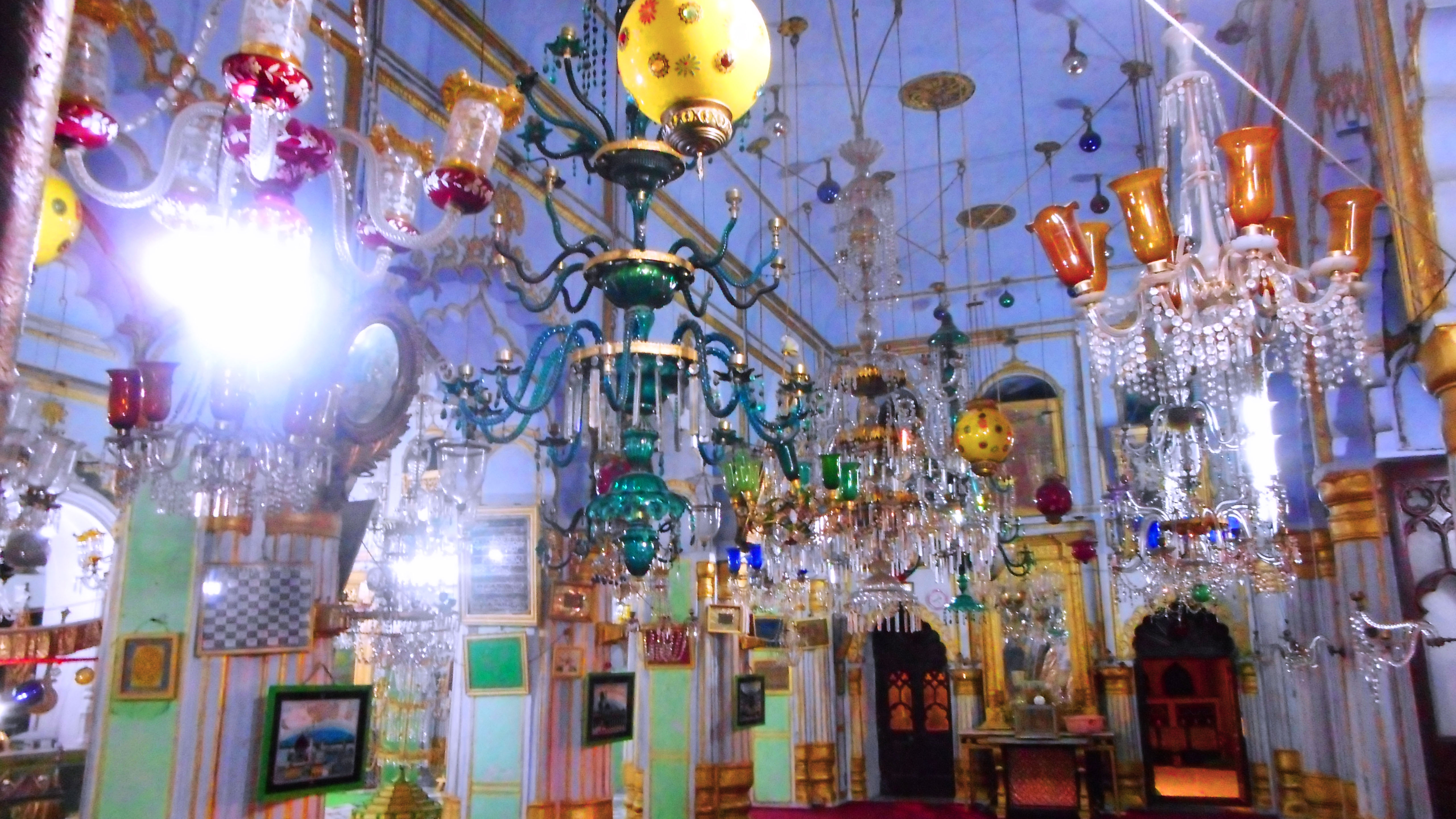